# Min bäste ovän
Min bäste ovän (Mein liebster Feind bokstavligen "Min Käraste Fiende"), är en dokumentärfilm från 1999 av regissören Werner Herzog om hans turbulenta, men även produktiva relation, till den tyske skådespelaren Klaus Kinski. De samarbetade i fem filmer Aguirre – Guds vrede (1972). Nosferatu - nattens vampyr (1979), Woyzeck (1979), Fitzcarraldo (1982) och Cobra Verde (1987).
Herzog visar valda delar av Kinskis levnad. Han visar upp en helt renoverad lägenhet, där Kinski bott, han ser på filmklipp från den första gången han såg Kinski och visar stora mängder av material från inspelningarna av deras filmer. Herzog beskriver de hetsiga grälen och ibland våldsamma bråken mellan dem, exempelvis historien om hur Herzog hotade att skjuta Kinski om han skulle lämna projektet Aguirre – Guds vrede.
Dock visar dokumentärfilmen i fråga också andra sidor av Kinski. Till exempel intervjuas två kvinnor han har arbetat med som berättar att han visade mycket värme och vänlighet mot dem.